# Nikud

Hebrejský biblický text (Gn 1,9). Nikud je vyznačen červeně, modře jsou akcenty

Nikud (hebrejsky ניקוד‎ , נִקּוּד‎), doslova „tečkování“ nebo „punktace“, je označení pro vokalizaci hebrejského písma, tedy systém znamének vyznačující samohlásky v hebrejském textu psaném souhláskovým  písmem. Tento systém byl vyvinut mezi 5. a 10. stoletím masorety a užívaný v masoretských textech. Slouží zejména k didaktickým účelům, v běžných textech se nepoužívá.
Klasická hebrejština podobně jako většina semitských jazyků nezaznamenávala samohlásky ale pouze souhlásky. Potřeba jednotného vokalizačního systému se objevila v době, kdy hebrejština pomalu přestávala být jazykem v běžné komunikaci a stávala se jazykem liturgickým. Vokalizace se tedy týkala primárně biblického textu, později začala být používána pro další texty, především Mišnu a dále ve středověku pro řadu dalších děl. Poměrně dlouhou dobu nebyly sjednoceny názvy všech samohláskových znamének (např. Raši nazývá samohlásková znaménka jinými názvy, než je obvyklé dnes) a dokonce ani jejich výslovnost.
K značkám nikud se počítají i některá další diakritická znaménka.

## Samohlásky
| jméno vokálu        | znak vokálu | moderní hebrejština | moderní hebrejština |
| ------------------- | ----------- | ------------------- | ------------------- |
| šva quiescens       | ְ            | prázdný vokál       |                     |
| šva mobile          | ְ            | e nebo ə            | nebo                |
| chataf segol        | ֱ            | e                   |                     |
| chataf patach       | ֲ            | a                   |                     |
| chataf kamac        | ֳ            | o                   |                     |
| chirik (katan)      | ִ            | i                   |                     |
| chirek male (gadol) | י ִ          | i                   |                     |
| cere                | ֵ            | e                   |                     |
| cere male           | י ֵ          | e                   |                     |
| segol               | ֶ            | e                   |                     |
| patach              | ַ            | a                   |                     |
| kamac katan         | ׇ            | o                   |                     |
| kamac (gadol)       | ָ            | a                   |                     |
| cholam              | ׂ            | o                   |                     |
| cholam male         | וֹ           | o                   |                     |
| kubuc               | ֻ            | u                   |                     |
| šuruk               | וּ           | u                   |                     |

## Souhlásky
- dageš – tečka uprostřed písmene
  - silné (forte) – označuje geminaci, zdvojování souhlásky
  - slabé (lene) – označuje plozívy, výslovnost [b], [k], [p] pro בּ, כּ, פּ (historicky též גּ, דּ, תּ)
- mapik – tečka stejná jako dageš, označuje souhlásku v pozici, kde by jinak písmeno označovalo samohlásku, zejména s he: הּ
- tečka u šin – rozlišovací tečka mezi znaky שׂ sin a שׁ šin
- rafe – vodorovná čárka nad písmenem, užívalo se zejména v opačném případě než dageš

## Psaní bez nikudu
Podle způsobu psaní samohlásek se rozlišuje:
- Ktiv menukad (כתיב מנוקד) „Psaní s nikudem“
- Ktiv male (כתיב מלא‎, dosl. „plné“ psaní) Samohlásky se v nevokalizovaném textu naznačují pomocí několika znaků, které jsou nazývány mater lectionis. To jsou konsonanty jód (י) pro [i] a [e], vav (ו) pro [u] nebo [o], he (ה) a alef (א) pro [a].
- Ktiv chaser (כתיב חסר‎, dosl. psaní „bez“, umenšené) Prostý souhláskový text bez vyznačení samohlásek.

## V jiných jazycích
Podobný systém vokalizačních znamének (charakat) používá i arabské písmo.